# هووژدانی (ناحیه دوماژلیتسه)
هووژدانی (به چکی: Hvožďany) یک منطقهٔ مسکونی در جمهوری چک است که در ناحیه دوماژلیتسه واقع شده‌است. هووژدانی ۲٫۹۹ کیلومتر مربع مساحت و ۳۰ نفر جمعیت دارد و ۵۰۷ متر بالاتر از سطح دریا واقع شده‌است.